# Charidotella tuberculata
Charidotella tuberculata es un coleóptero de la familia Chrysomelidae.
Fue descrita científicamente en 1775 por Fabricius.